# Genitivni znak
Genitivni znak је znak interpunkcije u srpskom jeziku. Stavlja se na poslednje slovo reči da bi se razlikovao genitiv množine od oblika jednine, npr. imam prijateljâ, podaci sa institutâ, Noć muzejâ.
Kao genitivni znak mogu se koristiti cirkumfleks (ˆ) ili vodoravna crta (‾), koja je inače znak dužine. Ne treba stavljati ove znake kada je jasno da se radi o oblicima množine, npr. plakata, molbi ili ako je to jasno iz konteksta rečenice, npr. imam dosta prijatelja, podaci iz svih instituta.
Cirkumfleks se takođe može koristiti umesto lûka za označavanje dugosilaznog akcenta („Molimo Vas, unesite ispravan kôd pri ubacivanju šablona“) i prilikom sažimanja samoglasnika, npr. „Govori kô da ništa nije jeo“ ili „Mnogo sam se udebljô“.

## Literatura
- Jerković, Jovan; Pižurica, Mato; Pešikan, Mitar (2010). Pravopis srpskoga jezika. Novi Sad: Matica srpska. ISBN 978-86-7946-079-0.  256189191.

- Klajn, Ivan (2002). Rečnik jezičkih nedoumica (4. изд.). Beograd: Čigota štampa.

## Spoljašnje veze
- „Угласти знак дужине”. Српски језички атеље. Архивирано из оригинала 5. 2. 2012. г.